# STS-68
STS-68 byla mise raketoplánu Endeavour. Celkem se jednalo o 65. misi raketoplánu do vesmíru a 7. pro Endeavour. Cílem letu mise byly experimenty Space Radar Laboratory.

## Posádka
- Michael A. Baker (3) velitel
- Terrence W. Wilcutt (1) pilot
- Thomas D. Jones (2) velitel užitečného zatížení
- Steven L. Smith (1) letový specialista 2
- Daniel W. Bursch (2) letový specialista 3
- Peter J. K. Wisoff (2) letový specialista 4

V závorkách je uvedený dosavadní počet letů do vesmíru včetně této mise.